# Scleria sumatrensis
Scleria sumatrensis là loài thực vật có hoa trong họ Cói. Loài này được Retz. miêu tả khoa học đầu tiên năm 1788.